# Georges Azzi
Georges Azzi (arabisch جورج قزي; * 1984) ist Executive Director und Gründer der libanesischen Homosexuellenorganisation Helem.

## Leben und Wirken
Er studierte Medienkommunikation in Paris. Der heutige Executive Direktor von Helem arbeitete noch als Freiwilliger in Aids-Aufklärungsprojekten in Paris mit, als sich politisch bewusste Schwule und Lesben in Beirut Ende der 1990er-Jahre erstmals zusammensetzten, um eine Initiative zu gründen. Gemeinsam mit United Nations Population Fund (UNFPA) and UNAID hat er HIV-Aufklärung auch für palästinensische Männer, die mit Männern Sex haben, organisiert. Azzi ist Mitglied des internationalen Beirates der kürzlich gegründeten Hirschfeld-Eddy-Stiftung.
In anderen arabischen Ländern wird Azzi auf Vortragstouren wie ein Star empfangen.
Während des letzten Krieges zwischen Israel und der Hisbollah stellte Helem seine Lesben- und Schwulenarbeit ein, um seine Kapazitäten zur Unterstützung von Flüchtlingen einzusetzen. „Wir sind zuallererst Libanesen,“ begründete Azzi dies. Erst nach dem Waffenstillstand nahm die Organisation ihre Lesben- und Schwulenarbeit wieder auf.